# Zagubieni w haremie
Zagubieni w haremie (ang. Lost in a Harem) – amerykański film komediowy z 1944 roku. W rolach głównych wystąpił amerykański duet aktorski Abbott i Costello.

## Treść
Akcja toczy się w mieście Port Inferno na Bliskim Wschodzie. Właściciel klubu Ormulu zawiera układ z piosenkarką Hazel Moon. Kobieta będzie mogła iść na randkę z księciem Ramo, jeżeli w klubie wystąpią jej przyjaciele, Peter i Harvey, utalentowani magicy. Jednak widowisko kończy się klapą, a trójka bohaterów trafia do aresztu. Wówczas z pomocą przychodzi książę Romo. Prosi on Hazel o pomoc w odzyskaniu tronu.

## Obsada
- Bud Abbott (Peter 'Pete' Johnson),
- Lou Costello (Harvey D. Garvey),
- Marilyn Maxwell (Hazel Moon),
- John Conte (Prince Ramo),
- Douglass Dumbrille (Nimativ 'Nimie'),
- Lottie Harrison (Teema),
- Lock Martin (Bobo 'Shorty' J. Lockard Martin)),
- Murray Leonard (The Derelict),
- Adia Kuznetzoff (Chief Ghamu),
- Milton Parsons (Crystal Gazer),
- Ralph Sanford (Ormulu),
- Jimmy Dorsey (sam siebie),